# جورجيوس أبوستوليديس (لاعب كرة قدم)
جورجيوس أبوستوليديس (باليونانية: Γιώργος Αποστολίδης)‏ هو لاعب كرة قدم يوناني في مركز الوسط، ولد في 22 يونيو 1995 في اليونان. لعب مع نادي إيراكليس.